# Фестиваль Кутб
Фестиваль Кутб (Qutub Festival) — фестиваль, що проводиться в листопаді — грудні у комплексі Кутб-Мінар в районі Меграулі, Делі і триває 3 дні. На фестивалі виконуються музика й танці з різних частин Індії, також він привертає увагу до історії та традицій Делі.
| Прапор Індії | Це незавершена стаття про Індію. Ви можете допомогти проєкту, виправивши або дописавши її. |